# Fýlaskálahnjúkar
Fýlaskálahnjúkar är en bergstopp i republiken Island. Den ligger i regionen Norðurland eystra, 260 km nordost om huvudstaden Reykjavík. Toppen på Fýlaskálahnjúkar är 418 meter över havet.
Runt Fýlaskálahnjúkar är det mycket glesbefolkat, med 7 invånare per kvadratkilometer. Närmaste större samhälle är Siglufjörður, nära Fýlaskálahnjúkar. Trakten runt Fýlaskálahnjúkar består i huvudsak av gräsmarker.